# Иквливгорана
Иквливгорана (груз. იკვლივგორანა) — село в Грузии. Находится в Сагареджойском муниципалитете края Кахетия. Высота над уровнем моря составляет 1490 метров. Население — 13 человек (2014).